# Abbaye Saint-Pierre-et-Saint-Paul de Pothières
Pour les articles homonymes, voir Abbaye Saint-Pierre.
L'ancienne abbaye Saint-Pierre-et-Saint-Paul de Pothières est située au nord de la Bourgogne dans le département de la Côte-d'Or.

## Localisation
L'abbaye est située sur la RD 16 à l'extrémité est du chef-lieu (Noté "château" sur la carte IGN).

## Histoire

### Moyen Âge, fondation et essor de l'abbaye
Cette abbaye bénédictine est fondée vers 863 par Girart de Roussillon, qui fonde en même temps l'ancienne abbaye de Vézelay.

#### Une fondation duIXesiècle
L'abbaye de Pothières est l'œuvre de Girart de Roussillon, fils de Leuthard Ier, comte de Paris et de Fézensac, compagnon de Louis le Pieux. Sans doute né entre 800 et 810, il devient entre autres titres comte de Paris et de Vienne. Girart était un homme très puissant, et aussi très proche des têtes couronnées de l'époque : il a épousé Berthe, fille du comte de Tours Hugues III en 819, devenant ainsi le beau-frère de Lothaire Ier, empereur d'Occident. Il est aussi l'oncle d'Ermentrude d'Orléans la femme du roi de Charles II le Chauve, roi de Francie occidentale.
Entre l'empereur et le roi des Francs, Girart choisit le camp de l'empereur, et combat même Charles II le Chauve à la bataille de Fontenoy-en-Puisaye (841). Après s'être vu accorder le pardon royal, il trahit à nouveau le roi des Francs et est définitivement défait. Le roi lui accorde à nouveau son pardon. Pour expier ses fautes, la légende veut que Girart ait décidé de fonder douze abbayes en compagnie de sa femme, dont Vézelay et Pothières. Il est enterré en compagnie de sa femme à Pothières, en mars 877.
L’abbaye ne sort pas indemne des invasions normandes qui ruinent la cité voisine du Mont Lassois (Lastico) vers 887-888.

#### Les conflits (XIe–XVesiècles)
Placée dès l'origine sous la dépendance directe au Saint-Siège et non du diocèse, l'abbaye porte ombrage aux évêques de Langres qui possèdent une résidence à Mussy et il s’ensuit de nombreux conflits. En 1069, l’évêque de Langres Hugues-Renaud de Bar envoie une armée qui incendie l’abbaye.
Vers 1130 saint Bernard lui-même intervient pour apaiser les tensions. En 1225 l’évêque Hugues de Montréal attaque à nouveau l’abbaye.
En 1250 la guerre de Pothières fait rage en l’absence de l’abbé parti à la septième croisade derrière Louis IX. Le bailli de Mussy attaque une grange de Pothières en 1288. Les troubles persistent jusqu’en 1493 où l’abbaye adopte la commende

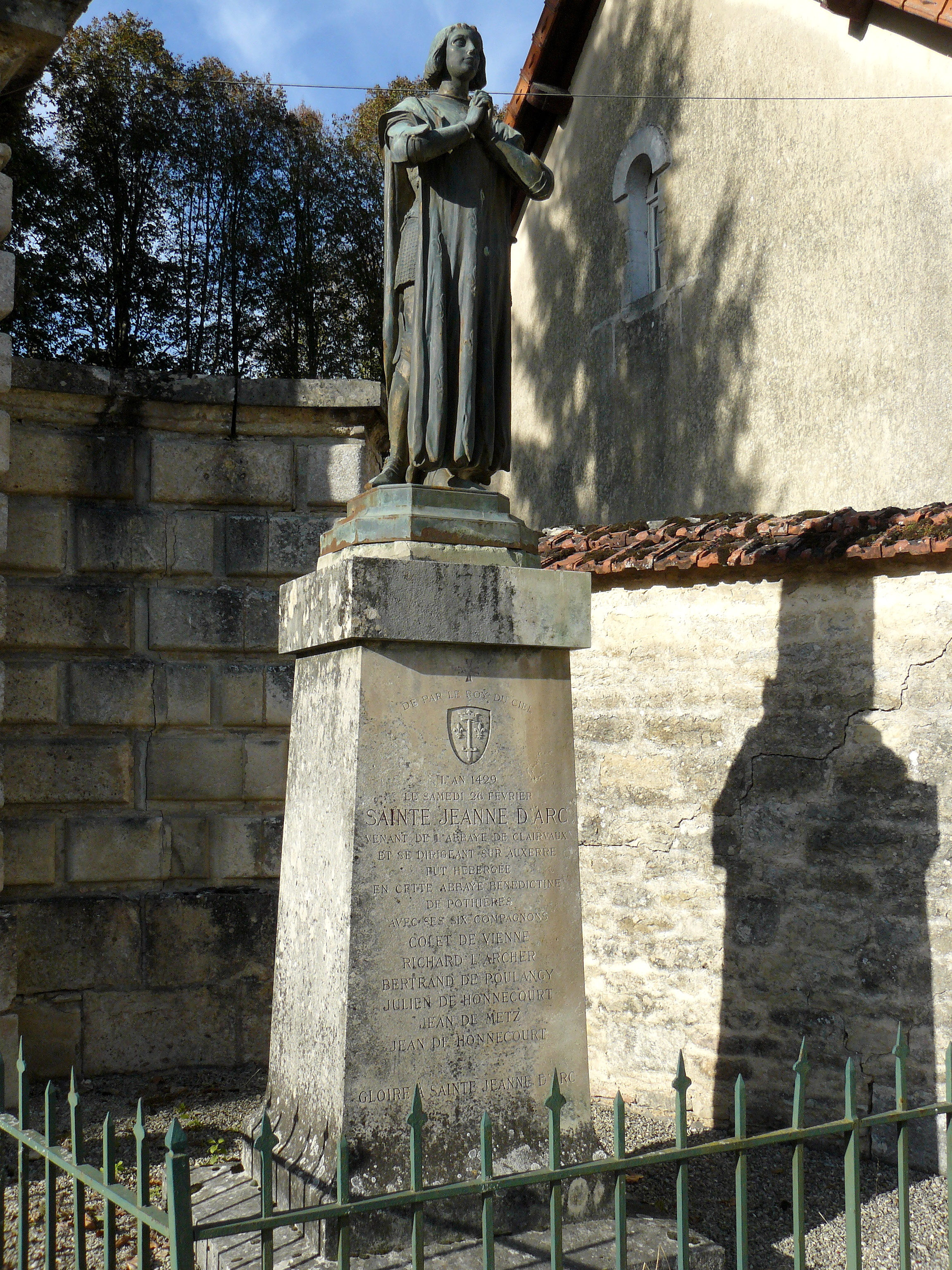
Statue de Jeanne d'Arc devant l'abbaye.

#### Jeanne d'Arc à l'abbaye
Jeanne d'Arc est réputée avoir fait étape à l'abbaye en février 1429, sur la route de Chinon. Un monument à l'entrée de l'abbaye rappelle ce passage. Sur son socle, a été gravée l'inscription suivante : 

« L'an 1429, le samedi 26 février, Sainte Jeanne d'Arc, venant de l'abbaye de Clairvaux et se dirigeant sur Auxerre, fut hébergée en cette abbaye bénédictine de Pothières avec ses six compagnons, Colet de Vienne, Richard L'Archer, Bertrand de Poulangy, Julien de Honnecourt, Jean de Metz, Jean de Honnecourt. Gloire à Sainte Jeanne d'Arc. »

.

### Époque moderne, le déclin (XVIe–XVIIIesiècles)
Bien que le village lui-même soit ravagé par le baron de Thenissey le 13 janvier, le 9 octobre, les 12 et 13 novembre 1594 l’abbaye semble ne pas avoir souffert des guerres de Religion. En 1655, elle adopte la règle de l'abbaye Saint-Vanne de Verdun en raison de son dynamisme intellectuel. En 1727, les bâtiments de l’abbaye sont en grande vétusté ; mais c’est seulement dans les années 1760 que des travaux de restauration commencent pour la toiture du cloître, le pavillon de l’abbé et le bâtiment de l’audience. La reconstruction des autres bâtiments est effectuée entre 1770 et 1773 et la maison abbatiale est bâtie en 1787.

### Époque contemporaine, de multiples propriétaires
À la Révolution française, l'abbaye fut supprimée et déclarée bien national. L’abbatiale fut détruite et transformée en carrière en 1793 par le maire de Troyes devenu propriétaire des lieux.
Au cours du XIXe siècle, la propriété passa entre les mains du comte de Scely en 1802 qui la cèda au marquis de Ruffo La Fare, maire du village sous le Premier Empire et sous la Restauration, puis celles du comte de Sainte-Croix, également maire de Pothières durant dix ans. En 1870, sa fille vendit le château qui fut ensuite revendu à la famille Suquet. Celle-ci le conserva jusqu’en 1960, avant d’en faire don aux Petits Frères des pauvres.

## Architecture

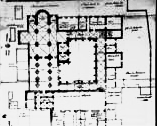
L'abbaye en 1703.

L’abbaye a été plusieurs fois menacée ou détruite jusqu’à l’établissement au XIIe siècle d’une imposante construction romane décrite sur un plan de 1703 conservé aux Archives départementales de la Côte-d’Or et confirmée par trois sondages pratiqués en 1975 . Une récente prospection radar pratiquée en 2012 par Harald von der Osten dans le cadre du programme international Vix dirigé par Bruno Chaume, révèle des structures tout à fait inédites par rapport à ce plan 

### Une abbaye fortifiée
Au XIe siècle, le monastère n'est fermé que par des fossés et des palissades. Puis, par crainte de Philippe Auguste qui occupe Châtillon en 1185, le duc Hugues de Bourgogne autorise les religieux à se fortifier. Ces fortifications semblent consister en un mur d’enceinte soutenu par des contreforts, bordé d'un fossé et pourvu de tours de place en place. L’abbaye dispose alors d’un pont-levis. Des sources de la fin du XVIe siècle rapportent qu'elle est toujours fortifiée lors des guerres de Religion. En 1787 on y décrit une double rangée de défense : le village lui-même défendu par des fossés en eau et dans l’angle sud-est de son enceinte, l’abbaye entourée d’une muraille et flanquée de tours au sud.

### Bâtiments conventuels

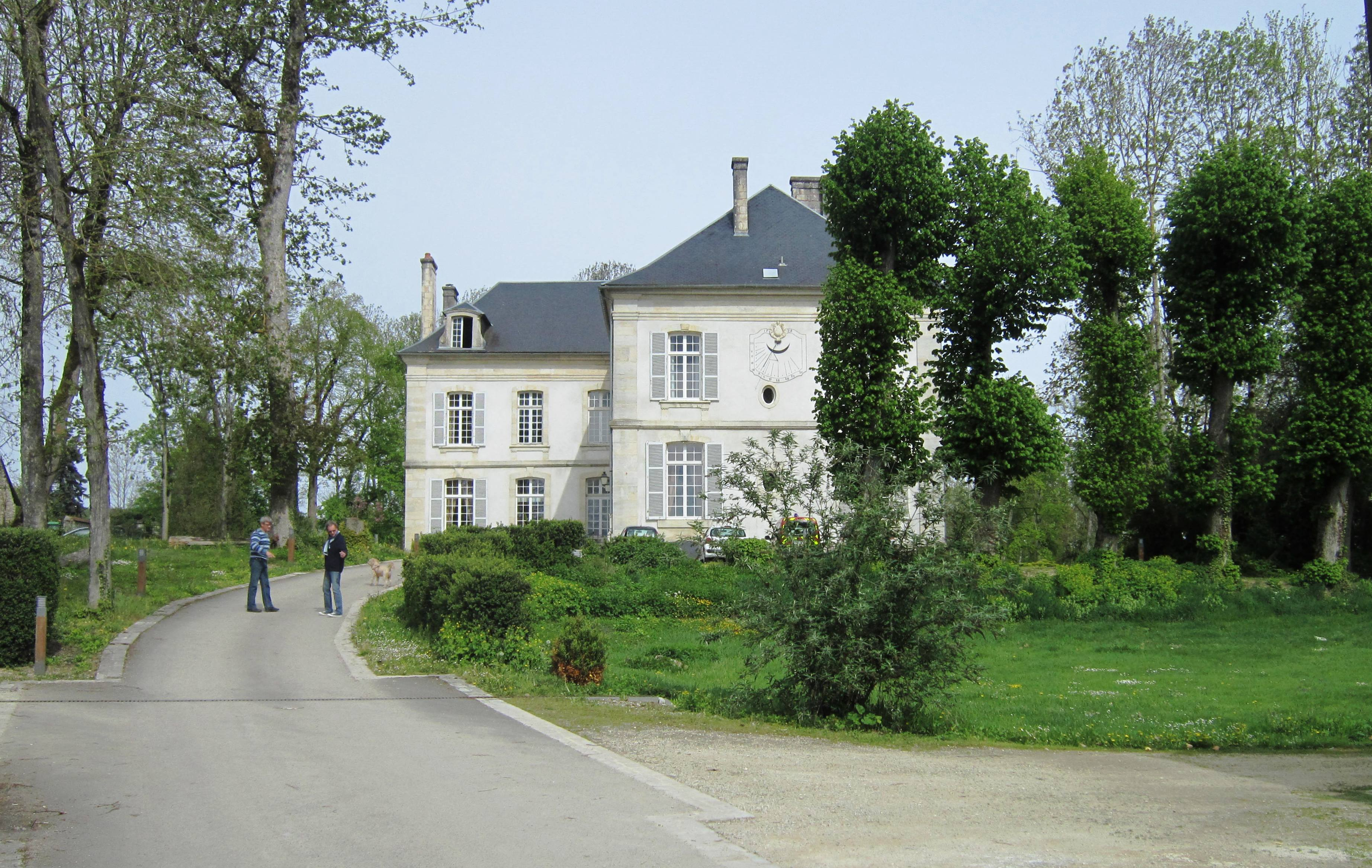
L'entrée et le logis abbatial.

L’église à laquelle sont accolés les bâtiments et les jardins de l’abbaye est située au nord dans l'enceinte des fortifications abbatiales. Le réfectoire et les cellules au niveau supérieur du transept et le cloître au niveau de l’entrée de l’église complètent le quadrilatère de la clôture sur les trois autres côtés des bâtiments. À l'ouest la maison abbatiale est séparée de cet ensemble par une cour et dispose d'un grand jardin organisé en quatre quadrilatères de l'autre côté. Construit au XVIIIe siècle ce somptueux logis de l'abbé constitue le seul vestige actuel de l'abbaye. C'est une maison de vacances (du 1er avril à mi-octobre) et un hébergement temporaire (du 15 octobre au 31 mars) des Petits Frères des pauvres.

### Sépultures
- Girart de Roussillon et son épouse sont inhumés à Pothières.

## Terriers, propriétés, revenus
Les possessions de Berthe et Girart dans le Sénonais sont versées au domaine de Pothières dès la création de l’abbaye. Au XIIIe siècle, l’abbaye exploite six granges monastiques à Charrey, Gomméville, Landreville, Pothières, Villiers et Viller-Patras. Elle prélève la dîme sur Belan, Bissey, Bouix, Cérilly, Chamesson, Charrey, Courban, Courcelles, Courteron, Étrochey, Gomméville, Landreville, Pothières, Montliot, Mussy, Noiron, Sennevoy, Villers-Patras et Vix. Les possessions de l’abbaye ne semblent guère avoir évolué ensuite.

## Abbés
(liste non exhaustive)
- Saron  coadjuteur et successeur en 878 de Bertilon[Note 3] à l'abbaye Saint-Bénigne de Dijon puis abbé de celle de Pothières vers 880[14].
- Raymond d'Allevard, prieur de Saint-Pierre d'Allevard, puis abbé de Pothières au début du XIVe siècle[15].

## Scriptorium
L'abbaye Saint-Pierre-et-Saint-Paul de Pothières a été le lieu de création à la fin du XIe siècle ou du début du XIIe siècle, d'après Paul Meyer, de l'écriture d'une Vita nobilissimi comitis Girardi de Rossellon en prose basée sur la charte de fondation de l'abbaye, sur une chanson de geste et sur d'autres sources moins évidentes.